# Crash & Burn (album de Traci Braxton)
Pour les articles homonymes, voir Crash and Burn.
Singles
1. Last Call
Sortie : 15 juillet 2014

Crash & Burn est le premier album de la chanteuse américaine Traci Braxton, sorti le 7 octobre 2014
. Les principaux thèmes de album sont : le chagrin, la romance, la luxure et la persévérance. L'album Crash & Burn débute à la 18e position du Top R&B/Hip-Hop Albums et à la 11e place du Billboard R&B Albums, en se vendant à plus de 4000 exemplaires dès la 1re semaine de sa sortie. Il arrive également à la 1re place du classement Heatseekers albums chart.
L'album génère pour l'instant le 1er single : Last Call. La chanson atteint la 16e meilleure place au Billboard R&B Songs.

## Historique
The Braxtons sortent leur premier album So Many Ways en 1996 avec leurs quatre singles : Good Life, So Many Ways, Only Love, The Boss et Slow Flow. Mais juste au moment de sortir le 1er single Good Life, Traci dut abandonner le groupe pour donner naissance à son 1er enfant.
En 2011, elle participe avec ses sœurs dont elle avait formé le groupe The Braxtons à leur propre télé-réalité prénommée Braxton Family Values.
Entretemps, elle intervient en tant que choriste sur les prestations scéniques de ses sœurs.
En parallèle, elle intervient pour les causes des enfants handicapés, du cancer, du diabète, participe en tant que conférencière à divers organismes de bienfaisance afin d'aider les femmes à travers le monde qui sont confrontées à des violences domestiques.
En 2013, elle obtient sa propre émission de radio intitulée The Traci Braxton Show, qui est un succès aux États-Unis. La même année, elle apparait avec son mari dans l'émission de télé-réalité Marriage Boot Camp et signe sur le label Entertainment One pour la sortie d'un opus.
Traci commence alors à travailler avec des producteurs tels que Chris Lewis & Bobby Terry, Dave Lindsey, Cliff Jones, Kevin Rutledge, Kenneth Eperson pour cet opus.

## Composition
Les principaux thèmes de album sont le chagrin, la romance, la luxure et la persévérance.
L'opus est essentiellement composés de titres R&B mid-tempo à l'image du titre Holding On, DWLY mais aussi des ballades comme l'extrait What About Love, Last Call, Goodbye ou encore un morceau acoustique tel que Reasons.

## Singles
Le 15 juillet 2014, Traci Braxton sort son premier single intitulé Last Call. La chanson atteint la 16e meilleure place au Billboard R&B Songs. Le vidéoclip qui accompagne la chanson est réalisé par Jakob Owens. Il y dévoile Traci en train d'attendre son petit ami et de discuter dans son jardin avec lui. À noter que dans le vidéoclip de la chanson, apparaissent Toni, Tamar et Towanda. Traci Braxton Last Call vidéo officielle Youtube

## Performance commerciale
L'album Crash & Burn débute à la 18e position du Top R&B/Hip-Hop Albums et à la 11e place du Billboard R&B Albums, en se vendant à plus de 4000 exemplaires dès la 1re semaine de sa sortie. Il arrive également à la 1re place du classement Heatseekers albums chart.

## Liste des titres et formats
| 1.  | Holding On                               | Chris Lewis & Bobby Terry.                         | 4:08 |
| 2.  | What About Love                          | Chris Lewis & Bobby Terry.                         | 3:44 |
| 3.  | Stay Sippin' (featuring Raheem DeVaughn) | Dave Lindsey.                                      | 4:13 |
| 4.  | Last Call                                | Dave Lindsey. Cliff Jones.                         | 3:40 |
| 5.  | DWLY                                     | Dave Lindsey.                                      | 3:43 |
| 6.  | Goodbye                                  | Dave Lindsey                                       | 4:25 |
| 7.  | Perfect Time                             | Chris Lewis & Bobby Terry.                         | 3:38 |
| 8.  | Need It In My Life                       | Dave Lindsey.                                      | 4:35 |
| 9.  | Passion                                  | Chris Lewis & Bobby Terry, Kevin Rutledge.         | 4:30 |
| 10. | Reasons                                  | Dave Lindsey, Kenneth Eperson, Jr & Traci Braxton. | 2:55 |
| 11. | Crash & Burn                             | Dave Lindsey.                                      | 3:47 |

| 12. | Watch Me Go! (featuring Khayree Ali) |  |  |
| 13. | More Than That (featuring Noki)      |  |  |

## Classement hebdomadaire
| Classement (2014)         | Position position |
| ------------------------- | ----------------- |
| US Heatseekers            | 1                 |
| US Top R&B/Hip-Hop Albums | 18                |
| US R&B Albums             | 11                |

## Personnel
- Traci Braxton : interprète principal, auteur, chœur, coproductrice
- Chris Lewis: auteur, compositeur, mixeur, prise de son
- Bobby Terry: auteur, compositeur
- Dave Lindsey: auteur, compositeur, prise de son
- Cliff Jones : auteur, coproducteur
- Kevin Jerome Rutledge : auteur, coproducteur
- Kenneth Eperson : auteur, coproducteur
- James Reginald Carr : auteur
- Nate Fields : guitare basse
- Jamil Johnson : mixeur
- Harold F. Gavin II : auteur
- Kimberly Uduezor : auteur
- Raheem DeVaughn : interprète, auteur
- Nicole Sims : auteur
- Thomas Bell : auteur
- Linda Creed : auteur
- Scott Forbes : auteur
- Brandon Brest : auteur
- Durrell Babbs : auteur
- Curtis L. Williams : auteur
- Jermaine Davis : auteur

Le titre 5 DWLY contient un extrait de la chanson I Don't Want To Lose You, écrite par Thomas Bell et Linda Creed en 1975 et interprétée originellement par The Spinners.

## Production
- Producteur exécutif : Cliff Jones
- Coproducteur exécutif : David Lindsey
- Producteurs : David Lindsey, Cliff Jones, Bob Terry
- Management : Soul World 1 Enterainment, Cliff Jones, Tiffanye Paige
- Booking Agent : Dino Perera
- Photographie : Roy Cox
- A&R : Tommie Reed
- Production assistants : Joe Moore et Kenneth Epperson
- Direction créative : Paul Grosso
- Direction artistqiue et design : Seann Marlove